# 2027
سنة 2027 م (بالأرقام الرومانية: MMXXVII) ستكون سنة بسيطة تبدأ يوم الجمعة (الرابط يظهر نموذج الجدول الزمني الكامل للسنة) من التقويم الغريغوري. وهي السنة 2027 بعد الميلاد والسنة 27 في الألفية الثالثة والقرن الواحد والعشرون والسنة ال8 في عقد 2020.

## ألعاب الفيديو
- ديوس إكس: هيومن ريفوليوشن
- هومفرونت (لعبة فيديو)
- كول أوف ديوتي: جوستس